# Championnats d'Europe de trampoline 2004
Navigation
Édition précédente Édition suivante
Les 19e Championnats d'Europe de trampoline, tumbling et double mini-trampoline ont lieu à Sofia en Bulgarie du 10 juin 2004 au 12 juin 2004.

## Résultats

### Senior
| Épreuves                                   | Or                                                                                      | Argent                                                                        | Bronze                                                                              |
| ------------------------------------------ | --------------------------------------------------------------------------------------- | ----------------------------------------------------------------------------- | ----------------------------------------------------------------------------------- |
| Hommes                                     |                                                                                         |                                                                               |                                                                                     |
| Trampoline par équipe résultats détaillés  | Allemagne                                                                               | Biélorussie                                                                   | Royaume-Uni                                                                         |
| Double Mini par équipe résultats détaillés | Russie                                                                                  | Portugal                                                                      | Suède                                                                               |
| Tumbling par équipe résultats détaillés    | Russie                                                                                  | Royaume-Uni                                                                   | Pologne                                                                             |
| Individuel résultats détaillés             | Yuriy Nikitin (UKR)                                                                     | Alexander Rusakov (RUS)                                                       | Nikolai Kazak (BLR)                                                                 |
| Double Mini résultats détaillés            | Alexey Kryzhanovskiy (BUL)                                                              | Nico Gertner (GER)                                                            | Stanislav Pokroev (RUS)                                                             |
| Tumbling résultats détaillés               | Alexander Skorodumov (RUS)                                                              | Alexey Kryzhanovskiy (RUS)                                                    | Yves Tarin (FRA)                                                                    |
| Synchro résultats détaillés                | O. Chernonos (UKR) Yuriy Nikitin (UKR)                                                  | M. Boillet (SUI) L. Martin (SUI)                                              | Milco Riepma (NED) Jeroen Kaslander (NED)                                           |
| Femmes                                     |                                                                                         |                                                                               |                                                                                     |
| Trampoline par équipe résultats détaillés  | Russie Irina Karavaeva Marina Mourinova Natalia Chernova Natalia Kolesnikova 117,40 pts | Ukraine 115,60 pts                                                            | Royaume-Uni 115,60 pts                                                              |
| Double Mini par équipe résultats détaillés | Russie 94 pts                                                                           | Allemagne 92,9 pts                                                            | Bulgarie 92,6 pts                                                                   |
| Tumbling par équipe résultats détaillés    | Russie Anna Korobeynikova Tatiana Danilina Elena Gayganova Evgeniya Varakina 106,50 pts | Royaume-Uni Kathryn Peberdy Zoe MacLean Donna MacLean Julie Cheung 104,60 pts | France Delphine François Emeline Millory Marion Limbach Claire Bredillet 100,20 pts |
| Synchro résultats détaillés                | Tatiana Petrenia (BLR) Galina Lebedeva (BLR) 48,20 pts                                  | Khristy Lawton (GBR) Claire Wright (GBR) 47,90 pts                            | Natalia Chernova (RUS) Marina Murinova (RUS) 47,40 pts                              |
| Double Mini résultats détaillés            | Galina Goncharenko (RUS) 62,50 pts                                                      | Antoniya Ivanova (BUL) 62,30 pts                                              | Ilse Despriet (BEL) 62,20 pts                                                       |
| Tumbling résultats détaillés               | Kathryn Peberdy (GBR) 73,20 pts                                                         | Anna Korobainikova (RUS) 72,90 pts                                            | Olena Chabanenko (UKR) 72,10 pts                                                    |
| Individuel résultats détaillés             | Irina Karavaeva (RUS) 40,10 pts                                                         | Marina Murinova (RUS) 39,20 pts                                               | Claire Wright (GBR) 39,10 pts                                                       |

### Junior
| Épreuves                                   | Or                                           | Argent                                | Bronze                                 |
| ------------------------------------------ | -------------------------------------------- | ------------------------------------- | -------------------------------------- |
| Hommes                                     |                                              |                                       |                                        |
| Trampoline par équipe résultats détaillés  | Russie                                       | Royaume-Uni                           | Ukraine                                |
| Double Mini par équipe résultats détaillés | Russie                                       | Bulgarie                              | Royaume-Uni                            |
| Tumbling par équipe résultats détaillés    | Russie                                       | Pologne                               | Ukraine                                |
| Individuel résultats détaillés             | Dmitri Ouchakov (RUS)                        | Orlando Gotchin (NED)                 | Viacheslav Model (BLR)                 |
| Double Mini résultats détaillés            | Diogo Ganchinho (POR)                        | Dmitry Fidiev (RUS)                   | Dominic Swaffer (GBR)                  |
| Tumbling résultats détaillés               | Maxim Govorov (RUS)                          | Dmitri Goroshenin (RUS)               | Charlie Burrows (GBR)                  |
| Synchro résultats détaillés                | F. Gotchin (NED) Orlando Gotchin (NED)       | A. Borisenko (BLR) E. Zhukovski (BLR) | P. Noblett (GBR) J. Cambie (GBR)       |
| Femmes                                     |                                              |                                       |                                        |
| Trampoline par équipe résultats détaillés  | Biélorussie                                  | Royaume-Uni                           | Ukraine                                |
| Double Mini par équipe résultats détaillés | Russie                                       | Portugal                              | Espagne                                |
| Tumbling par équipe résultats détaillés    | Russie                                       | Royaume-Uni                           | Biélorussie                            |
| Synchro résultats détaillés                | Svitlana Syvanych (UKR) Olena Syvanych (UKR) | T. Wiederholdt (NED) T. Fokke (NED)   | T. tarasevich (BLR) O. Sinitsina (BLR) |
| Double Mini résultats détaillés            | Victoria Voronina (RUS)                      | Nicole Pacheco (POR)                  | Claudia Prat (ESP)                     |
| Tumbling résultats détaillés               | Laura Houson (GBR)                           | Tatiana Shchekina (RUS)               | Zara Mclean (GBR)                      |
| Individuel résultats détaillés             | Ana Rente (POR)                              | Luba Golovina (GEO)                   | Elena Tarasevich (BLR)                 |